# Belphégor oder das Geheimnis des Louvre
Belphégor oder das Geheimnis des Louvre ist eine vierteilige französische Fernsehserie aus dem Jahre 1965. In Deutschland ist die Produktion als 13-teilige Serie zu je 25 Minuten erstmals 1967 im regionalen Vorabendprogramm der ARD gelaufen. Sowohl in Frankreich als auch in Deutschland war die Fernsehserie ein Straßenfeger. Einer der begeisterten Anhänger der Fernsehserie war der damalige französische Staatspräsident Charles de Gaulle. Regie führte Claude Barma.

## Handlung

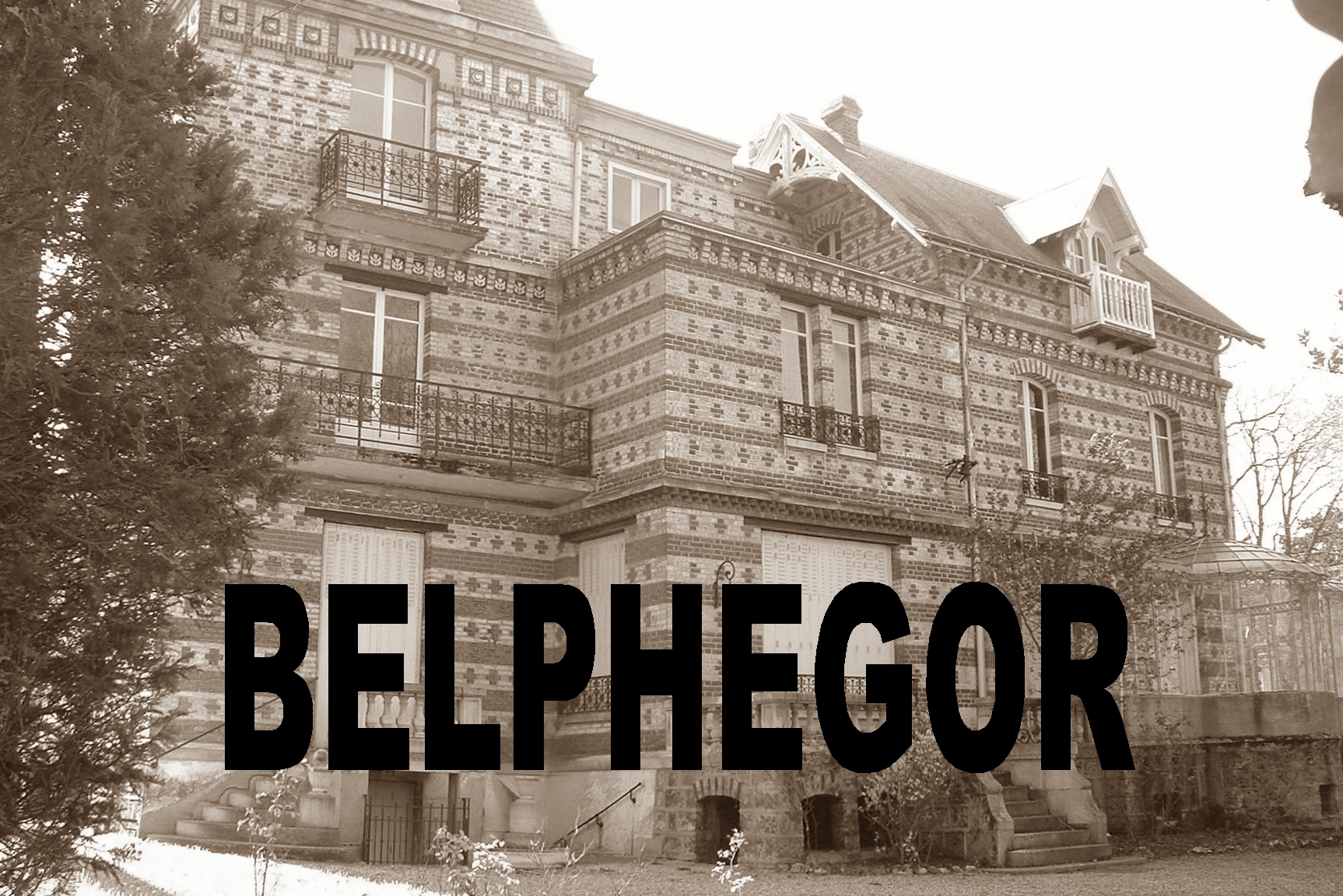
Haus der Lady Hodwin

Im Jahre 1965 lernt der Physikstudent André Bellegarde auf dem Flohmarkt einen alten Mann kennen, der behauptet, es gäbe keine Zufälle, und ihm zum Beweis eine Reihe unwahrscheinlicher Berichte und Artikel aus der Vergangenheit vorlegt, darunter ein Artikel über ein Phantom, das 1925 im Spiegelsaal von Versailles gesichtet worden sei.
Am selben Tag berichtet Nachtwächter Gautrais der Museumsleitung des Louvre, er hätte in der Nacht zuvor ein Phantom in den Sälen des ägyptischen Altertums gesehen. Er schoss auf das Phantom, ohne eine Wirkung zu erzielen. Das Phantom erschien an der Statue des Gottes Belphégor. Die Vorgesetzten halten die Geschichte für unglaubwürdig, da Gautrais, der den Spitznamen Gluck-Gluck trägt, als Alkoholiker bekannt ist. Dennoch verstärken die Nachtwächter in der folgenden Nacht die Bewachung des Museums. Im Laufe der Nacht wird Oberaufseher Sabourel von Gautrais tot aufgefunden.
Zwei Tage später möchte der Student Bellegarde den alten Mann vom Flohmarkt noch einmal besuchen, erfährt aber, dass dieser zur gleichen Zeit wie Nachtwächter Sabourel gestorben ist, und fragt sich, ganz im Sinne des Alten, ob dies tatsächlich ein Zufall sei. Aufgrund der Ereignisse im Museum und des Berichts über ein Phantom lässt sich Bellegarde nachts im Louvre einschließen, um dem Phantom auf die Spur zu kommen. Dabei trifft er ein junges Mädchen, Colette, die Tochter des in dieser Sache ermittelnden Kommissars Ménardier. 

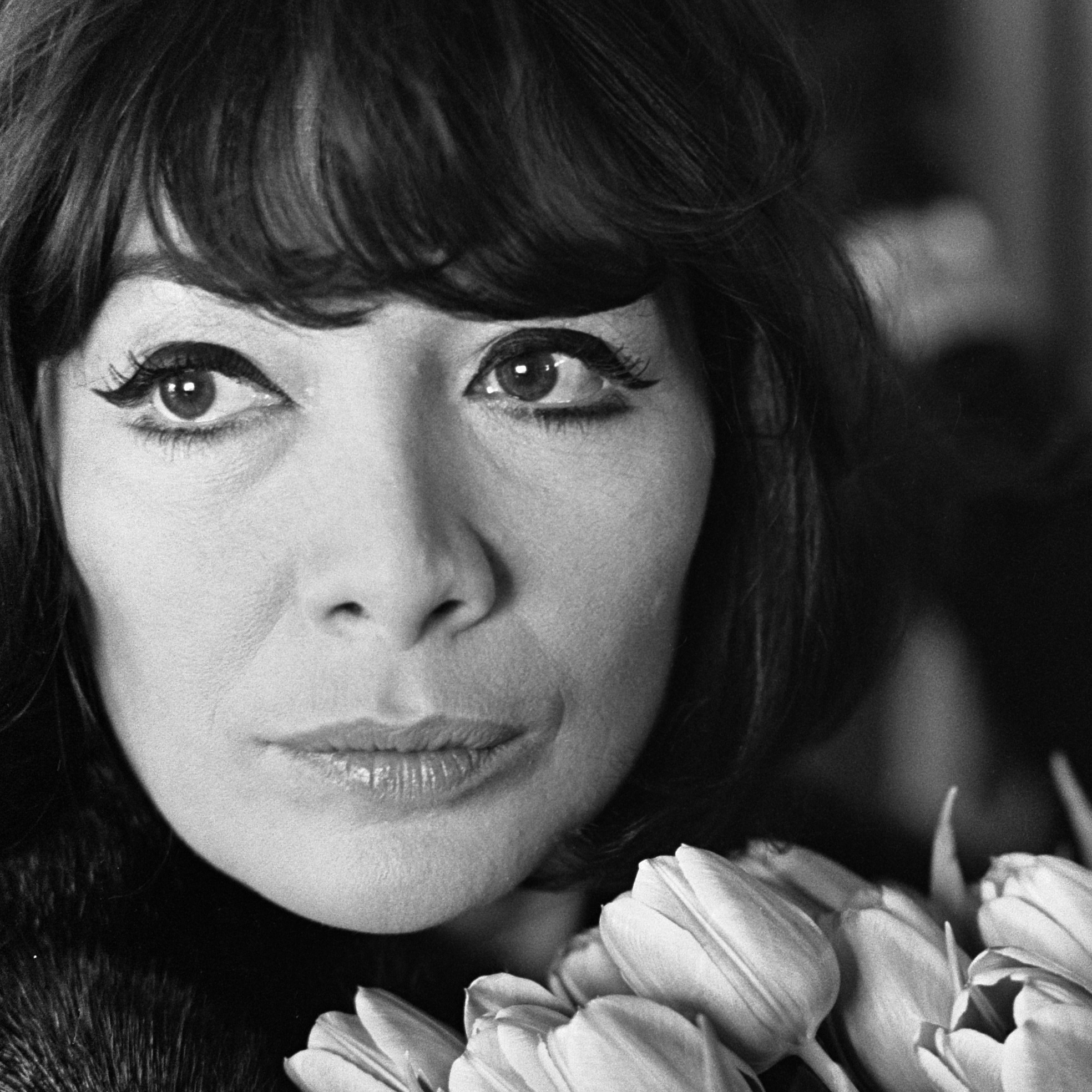
Juliette Gréco spielte Belphégor

Bellegarde sieht in der Nacht ein Kind an der Statue von Belphégor. Während dieser Beobachtung wird er vom Phantom überfallen. Die auf der Lauer liegenden Wächter und Polizisten kommen ihm zur Hilfe, das Phantom verschwindet jedoch, offensichtlich von dem Kind geführt. André Bellegarde, der durch den Vorfall eine gewisse Bekanntheit erlangt, wird am nächsten Tag von einer mysteriösen Frau, Laurence Borel, angesprochen und später verführt.
Kommissar Ménardier wird in das große und mysteriöse Haus Vésinet eingeladen, das von einer alten Frau bewohnt wird, einer ehemaligen Sängerin, Lady Hodwin. Diese versucht vergeblich, den Kommissar davon zu überzeugen, dass er seine Nachforschungen im Fall Belphégor besser aufgeben sollte. Dabei spielt sie auch auf mögliche Bedrohungen seiner Tochter an. Kurz darauf wird bei einem gemeinsamen Kinobesuch von Bellegarde und Colette das junge Mädchen überfallen, ohne sich an den Angreifer erinnern zu können.
Der Kommissar will daraufhin Lady Hodwin vor Gericht bringen, muss sie aber aufgrund fehlender Indizien und der Intervention der britischen Botschaft wieder freilassen. Der Kommissar ermittelt erneut nachts im Louvre. Dabei sieht er ebenfalls das Phantom, mittlerweile auch Belphégor genannt. Bei der Verfolgung wirft das Kind, das das Phantom begleitet, dem Kommissar ein Netz über und erlaubt so dem Phantom zu fliehen.

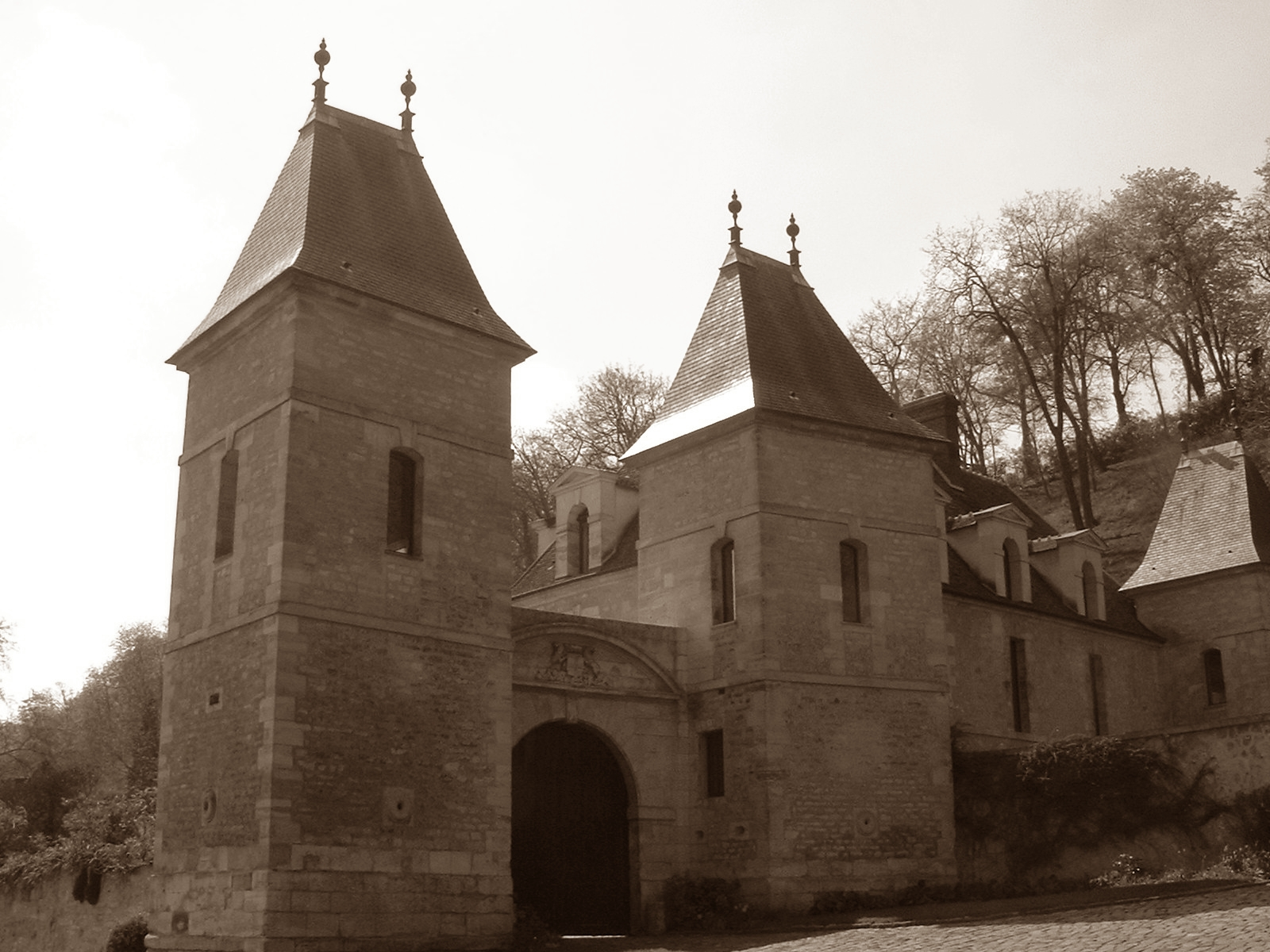
Das Château de Médan, der Wohnsitz von Boris Williams

Bellegarde wird in einem Tennisclub von einem ehemaligen Liebhaber von Laurence Borel bedroht. Dieser warnt ihn vor Laurence und spielt auf einen weiteren Mann an, dem sie angeblich verfallen sei. Laurence lädt André zu einem mondänen Abendessen ein, um ihn einer mysteriösen und reichen Persönlichkeit namens Williams vorzustellen.
Colette wird derweil entführt und zum Eiffelturm gebracht, wo man versucht sie hinunterzuwerfen, um den Druck auf den Kommissar zu verstärken. Die Polizei erscheint aber in letzter Sekunde.
Durch Zufall entdeckt der Wächter Gautrais, dass der Boden eines Sarkophags in der Nähe der Belphégor-Statue einen Aufzug besitzt. Zusammen mit Bellegarde steigt er hinab. Unten entdecken sie einen Teil des alten Louvre. Sie sehen, wie  Williams Belphégor und das Kind in den Louvre schickt, um über ein Geheimnis zu berichten. Daraufhin sehen sie, wie das Phantom Belphégor sich an der Statue Belphégor zu schaffen macht und die Statue zum Leuchten bringt. Das Phantom entflieht nach seiner Entdeckung wieder. Bellegarde vermutet, dass es sich bei der Statue um das Metall des Parakleios (im Original: Paracelsus) handelt.
Daraufhin steigt Bellegarde allein in die Untergeschosse hinab, um weitere Nachforschungen anzustellen. Er verabredet sich mit Gautrais  für drei Tage später in einem Café. Da Bellegarde nicht auftaucht und keine Nachricht sendet, beschließt Gautrais, mittels des Aufzugs im Sarkophag selbst wieder in den alten Louvre hinabzusteigen. Dabei entdeckt er, dass die Untergeschosse überschwemmt wurden. Kurz darauf erscheint Bellegarde in dem verabredeten Cafe, lehnt aber weitere Erklärungen ab.
Bellegarde wird durch die Polizei zu seinen Nachforschungen befragt, gibt aber keine Auskunft. Der Kommissar lässt ihn daraufhin überwachen.
Williams trifft sich mit Lady Hodwin, die versucht, Bellegarde zu schützen. Man erfährt, dass Lady Hodwin Williams’ Mutter ist, sie ihn jedoch verleugnet hat, um ihn zu beschützen. Nach einer Auseinandersetzung erdrosselt Williams Lady Hodwin.
Der Kommissar fährt in die Provinz zu den Eltern von Laurence, um sie zu verhören. Man erfährt außerdem, dass Laurence eine Zwillingsschwester hatte, die aber verstorben ist. Er hat den Verdacht, dass Laurence der Schlüssel zum Geheimnis des Phantoms ist. Der Vater sammelt Schriften über Okkultismus. Er übergibt dem Kommissar ein altes Schriftstück über die Rosenkreuzer. Es handelt von der Entdeckung des Metalls des Parakleios. Auf dem Rückweg nach Paris entgeht er bei einem Verkehrsunfall nur knapp dem Tod.
Bellegarde wird nach einem Selbstmordversuch in der Seine vor dem Ertrinken gerettet. Laurence erklärt ihm, dass Williams das Geheimnis der Rosenkreuzer gelöst hat und sich seiner zu bemächtigen versucht.
Im Hause von Laurence begegnet Bellegarde der vermeintlich toten Zwillingsschwester von Laurence. Diese gesteht, sie sei bei einer Explosion mit dem Leben davongekommen, habe sich aber für tot erklären lassen. In der Nacht sehen Bellegarde und Laurence das Kind, das Belphégor immer begleitet. Tatsächlich wird Laurence kurz darauf von Belphégor angegriffen. Bellegarde nimmt die Verfolgung auf, wird aber von Helfern in die Irre geführt und schließlich überwältigt. Er wacht auf einem Rangierbahnhof auf, wo er an den Puffer eines Eisenbahnwaggons gefesselt ist. Nur durch Glück entgeht er dem Schicksal, durch rangierende Waggons zu Tode gequetscht zu werden. Zwischenzeitlich wird Laurence verhaftet, da man die Verkleidung von Belphégor bei ihr gefunden hat. Sie kann sich an den Angriff des Phantoms auch nicht mehr erinnern. Bellegarde nimmt seine Nachforschungen wieder auf.
Williams bekräftigt seine Liebe zu Laurence. Diese will aber unbedingt Belphégor sehen und droht damit, andernfalls zu verschwinden. Außerdem erklärt sie, dass Bellegarde ihr die wahre Liebe gezeigt habe. Daraufhin erscheint Belphégor auch bei ihr. Als sie das Phantom demaskiert, steht ihre Schwester vor ihr. Diese sagt, dass Williams sie angewiesen habe, sie zu erschrecken. Bellegarde entdeckt Williams’ Versteck, dieser kann aber entkommen. Der Kommissar erhält ein Telegramm mit der Bitte zum Louvre zu kommen. Auch der Wächter Gautrais und Bellegarde haben ein Telegramm desselben Inhalts erhalten. Dort treffen sie auf Belphégor. Es wird auf das Phantom, hinter dem erneut die Zwillingsschwester von Laurence steckt, geschossen.
Währenddessen versucht Williams sich mit Laurence abzusetzen. Er sagt ihr, dass sie Belphégor sei und den Wächter Sabourel getötet habe. Daraufhin steigt sie auf die Stahlkonstruktion einer Fabrik. Die Polizei trifft ein. Williams versucht sie zum Selbstmord zu überreden, während Bellegarde versucht, sie zum Herabsteigen zu bewegen. Schließlich springt sie in die Tiefe.
Zum Schluss erben Bellegarde und Colette die Grammophone von Lady Hodwin. Sie übergeben sie jedoch einem Trödler, um keine Verbindung zu dem Fall mehr zu haben.

## Weitere Darsteller
- Christian Lude: Robert Hiquet
- Marcelle Ranson-Hervé: Marie Hiquet
- Germaine Ledoyen: Madame Pinolet
- Jean Topart: Der Erzähler
- Isaac Alvarez: Belphégor
- Jacky Calatayud: Belphégors junger Helfer
- Pierre Pallau: Graindorge
- Georges Staquet: Folco
- Maurice Gauthier: Grué
- Nathalie Nerval: Olga
- Alain Mottet: Delma
- Jean-Pierre Zola: Cacherot

## Deutsche Fernsehfassung

### Episoden
1. Das Phantom des Louvre
2. Der Louvre
3. Belphégor schlägt zu
4. Ménardier in der Klemme
5. Der Hinterhalt
6. Das Rätsel des Louvre
7. Die Witwe von vier Uhr morgens
8. Hilfe für die Ertrunkenen
9. Bellegarde wird wütend
10. Der Mann mit dem Hund
11. Das schwarze Licht
12. Seien Sie da um Mitternacht
13. Der Schleier lüftet sich

### Synchronisation
Die deutsche Synchronisation:
| Darsteller          | Synchronstimme      | Rolle                   | Episode    |
| ------------------- | ------------------- | ----------------------- | ---------- |
| René Dary           | Alwin Joachim Meyer | Commissaire Ménardier   |            |
| Yves Rénier         | Fritz Wepper        | André Bellegarde        |            |
| Christine Delaroche | Marion Hartmann     | Colette Ménardier       |            |
| François Chaumette  | Harald Leipnitz     | Boris Williams          |            |
| Georges Staquet     | Ludwig Schütze      | Kriminalassistent Folco |            |
| Sylvie              | Erna Großmann       | Lady Hodwin             |            |
| Juliette Gréco      | Hanne Wieder        | Laurence Hiquet         |            |
| Paul Crauchet       | Erwin Scherschel    | Wärter Gautrais         |            |
| Maurice Gautier     | August Riehl        | Bankier                 | 9          |
| Nicolas Vogel       | John Pauls-Harding  | Bernard Charel          | 4 & 5      |
| Jean-Pierre Zola    | Werner Hanfgarn     | Cacherot                | 7 & 8      |
| Jacques Dynam       | Rolf Castell        | Coudreau                | 10 & 13    |
| René Alone          | Anton Reimer        | Direktor Doublet        | 1          |
| Jean-Jacques Steen  | Willy Friedrichs    | Dumont                  | 9          |
| Palau               | Harry Hardt         | Graindorge              | 1          |
| Marcelle Ranson     | Carola Höhn         | Marie Hiquet            | 7 & 9      |
| Paul Cambo          | Richard Naegele     | Parusseau               | 1, 3–5 & 7 |
| Pierre Réal         | Willy Friedrichs    | Ravon                   | 2          |
| Christian Lude      | Willy Friedrichs    | Robert Hiquet           | 7          |
| Sylvain Levignac    | Willy Friedrichs    | Roux                    | 10         |
| Juliette Gréco      | Ingeborg Grunewald  | Stephanie Hiquet        | 11–13      |

## DVD-Veröffentlichung
Die Serie wurde 2007 als DVD-Box mit FSK-Altersfreigabe ab 12 Jahren, einer Gesamtlaufzeit von 317 Minuten, in der Aufteilung der deutschen Ausstrahlung (13 Folgen) in deutscher und französischer Sprache (letztere mit deutschen Untertiteln) und in Schwarzweiß veröffentlicht.

## Trivia
Ort und Zeit der Handlung werden in der ersten Texttafel des Vorspannes mit „Paris 1965“, also dem Jahr der französischen Erstausstrahlung angegeben. In der deutschen Synchronisation ist in der Sequenz, in der Colette André aus der Gewalt seiner Entführer befreit, eine Nachrichtensendung im Radio zu hören, in der unter anderem die Kollision des US-Flugzeugträgers Essex mit dem ersten Atom-U-Boot Nautilus gemeldet wird. Diese hat jedoch erst am 10. November 1966 stattgefunden.

## Bühnenfassung
2014 gab das Münsteraner LWL-Museum für Kunst und Kultur ein Bühnenwerk beim Ensemble Freuynde + Gaesdte in Auftrag. Anlässlich der Eröffnung des Museumsneubaus wurde der Fernseh-Plot als Theaterinszenierung präsentiert. In Zeha Schröders Stück Belfeghùr, das Phantom vom Domplatz wurden die Geschehnisse und Charaktere ins Münster der 2010er Jahre übersetzt sowie die Handlung, die sich in der fünfstündigen Serie über einen Zeitraum von mehreren Wochen erstreckt, auf die zweistündige Echtzeit der Stückdauer komprimiert. Die Umsetzung erfolgte als szenischer Parcours: Im Zuge der Aufführungen folgten mehr als 2500 Zuschauer den Darstellern durch die Ausstellungsräume und lernten dabei auch die neugestaltete Museumsarchitektur kennen.